# Poznaj rodziców Mikołaja
Poznaj rodziców Mikołaja (ang. Meet the Santas) – amerykański film familijny z 2005 roku w reżyserii Harveya Jonesa, wyprodukowany przez wytwórnie Hallmark Entertainment, Alpine Medien Productions oraz Larry Levinson Productions. Kontynuacja filmu Żona dla Mikołaja z 2004 roku.

## Opis fabuły
Mija rok odkąd Beth Sawtelle (Crystal Bernard) poznała Nicka (Steve Guttenberg). Zbliża się Boże Narodzenie i następca Świętego Mikołaja musi być oficjalnie żonaty, aby pełnić swoje obowiązki. Choć plan, by pobrać się w Wigilię jest piękny i romantyczny, to Beth z przerażeniem odkrywa, że raczej niewykonalny. Za namową Jake’a Beth decyduje się poprosić o pomoc swoją matkę, Joannę Hardcastle (Mariette Hartley). Wyniosła i zamożna kobieta niechętnie patrzy na wybranka córki i przyszłego ojczyma swojego wnuka. Sprawy nie ułatwia ciągłe tajemnicze znikanie Nicka, który stara się pogodzić ślub z obowiązkami na Biegunie Północnym. Beth czuje się przytłoczona wywieraną z każdej strony presją, nie wie, jak zakomunikować matce prawdę o Nicku, a w dodatku w rodzinnej posiadłości zjawiają się jej przyszli teściowie.

## Obsada
- Steve Guttenberg jako Nicholas "Nick" Claus
- Crystal Bernard jako Elizabeth "Beth" Sawtelle
- Dominic Scott Kay jako Jake Sawtelle
- Armin Shimerman jako Ernest
- Mariette Hartley jako Joanna Hardcastle
- Parker McKenna Posey jako Poppy Frost